# استجابة القمة البطيئة
ترتبط استجابة القمة البطيئة (SVR) بالتسجيلات الكهربية الفسيولوجية للجهاز السمعي، وتحديدًا لـجهد المثير السمعي (AEP). إن استجابة القمة البطيئة لدى الإنسان العادي عند تسجيلها بالأقطاب الكهربائية السطحية قد تكون موجودة في نهاية الشكل الموجي لجهد المثير السمعي بين فترات التأخير التي تبلغ 50-500 مللي ثانية.